# Charisma (Vorname)
Charisma ([ˈçarɪsma, çaˈrɪsma, ˈkarɪsma oder kaˈrɪsma]) ist ein weiblicher Vorname.

## Herkunft und Bedeutung
Der Name geht auf das altgriechische Wort chárisma (χάρισμα) zurück, was „Gnadengabe“ oder „aus Wohlwollen gespendete Gabe“ bedeutet.

## Bekannte Namensträgerinnen
- Charisma Amoe-Tarrant (* 1999), nauruisch-australische Gewichtheberin
- Charisma Carpenter (* 1970), US-amerikanische Schauspielerin
- Charisma Osborne (* 2001), US-amerikanische Basketballspielerin
- Charisma Taylor (* 1999), bahamaische Leichtathletin